# بوينتي (ويسكونسن)
بوينتي (بالإنجليزية: Poynette, Wisconsin)‏ هي بلدة تقع في الولايات المتحدة في Columbia County. يقدر عدد سكانها بـ 2,528 نسمة ومساحتها 6.68 كم2وترتفع عن سطح البحر 256 متر.

## التركيبة السكانية
قام مكتب تعداد الولايات المتحدة بتحديد بيانات التركيبة السكانية لبوينتي في تعداد الولايات المتحدة. في ما يلي، التركيبة السكانية حسب تعدادي 2000 و2010.

### تعداد عام 2000
بلغ عدد سكان بوينتي 2,266 نسمة بحسب تعداد عام 2000، وبلغ عدد الأسر 919 أسرة وعدد العائلات 578 عائلة مقيمة في القرية. في حين سجلت الكثافة السكانية 939.3 نسمة لكل ميل مربع (362.7/كم2). وبلغ عدد الوحدات السكنية 957 وحدة بمتوسط كثافة قدره 396.7 نسمة لكل ميل مربع (153.2/كم2).
وتوزع التركيب العرقي للقرية بنسبة 97.35% من البيض و 0.53% من الأمريكيين الأصليين و 0.09% من الأمريكيين ذوي الأصول الآسيوية و 0.22% من الأمريكيين الأفارقة و 1.10% من عرقين مختلطين أو أكثر.
بلغ عدد الأسر 919 أسرة كانت نسبة 35.8% منها لديها أطفال تحت سن الثامنة عشر تعيش معهم، وبلغت نسبة الأزواج القاطنين مع بعضهم البعض 48.3% من أصل المجموع الكلي للأسر، ونسبة 9.2% من الأسر كان لديها معيلات من الإناث دون وجود شريك، وكانت نسبة 37.0% من غير العائلات. تألفت نسبة 30.5% من أصل جميع الأسر من أفراد ونسبة 13.9% كانوا يعيش معهم شخص وحيد يبلغ من العمر 65 عاماً فما فوق. وبلغ متوسط حجم الأسرة المعيشية 3.04، أما متوسط حجم العائلات فبلغ 2.46.
بلغ العمر الوسطي للسكان 34 عاماً. وكانت نسبة 28.4% من القاطنين تحت سن الثامنة عشر، وكانت نسبة 7.1% بين الثامنة عشر والأربعة وعشرون عاماً، ونسبة 34.0% كانت واقعةً في الفئة العمرية ما بين الخامسة والعشرون حتى والأربعة وأربعون عاماً، ونسبة 18.9% كانت ما بين الخامسة والأربعون حتى الرابعة والستون، ونسبة 11.5% كانت ضمن فئة الخامسة والستون عاماً فما فوق. يوجد لكل 100 أنثى 103.6 ذكر، ويوجد لكل 100 أنثى في الثامنة عشر من عمرها فما فوق 99.8 ذكر.
بلغ متوسط دخل الأسرة في القرية 45,000 دولار، أما متوسط دخل العائلة فبلغ 53,804 دولار. وكان متوسط دخل الذكور 35,813 دولار مقابل 25,098 دولار للإناث. وسجل دخل الفرد الخاص بالقرية 18,962 دولار. وكانت نسبة 3.1% من العائلات ونسبة 6.0% من السكان تحت خط الفقر، وكان من هؤلاء نسبة 5.7% تحت سن الثامنة عشر ونسبة 11.5% في الخامسة والستين من العمر وما فوق.

### تعداد عام 2010
بلغ عدد سكان بوينتي 2,528 نسمة بحسب تعداد عام 2010، وبلغ عدد الأسر 1,046 أسرة وعدد العائلات 670 عائلة مقيمة في القرية. في حين سجلت الكثافة السكانية 991.4 نسمة لكل ميل مربع (382.8/كم2). وبلغ عدد الوحدات السكنية 1,122 وحدة بمتوسط كثافة قدره 440.0 لكل ميل مربع (169.9/كم2).
وتوزع التركيب العرقي للقرية بنسبة 96.6% من البيض و 0.8% من الأمريكيين الأصليين و 0.3% من الأمريكيين ذوي الأصول الآسيوية و 0.9% من الأمريكيين الأفارقة و 1.2% من عرقين مختلطين أو أكثر.
بلغ عدد الأسر 1,046 أسرة كانت نسبة 35.9% منها لديها أطفال تحت سن الثامنة عشر تعيش معهم، وبلغت نسبة الأزواج القاطنين مع بعضهم البعض 47.9% من أصل المجموع الكلي للأسر، ونسبة 11.6% من الأسر كان لديها معيلات من الإناث دون وجود شريك، بينما كانت نسبة 4.6% من الأسر لديها معيلون من الذكور دون وجود شريكة وكانت نسبة 35.9% من غير العائلات. تألفت نسبة 30.6% من أصل جميع الأسر من أفراد ونسبة 12.7% كانوا يعيش معهم شخص وحيد يبلغ من العمر 65 عاماً فما فوق. وبلغ متوسط حجم الأسرة المعيشية 3.01، أما متوسط حجم العائلات فبلغ 2.41.
بلغ العمر الوسطي للسكان 36.8 عاماً. وكانت نسبة 26.8% من القاطنين تحت سن الثامنة عشر، وكانت نسبة 7.2% بين الثامنة عشر والأربعة وعشرون عاماً، ونسبة 29.2% كانت واقعةً في الفئة العمرية ما بين الخامسة والعشرون حتى والأربعة وأربعون عاماً، ونسبة 26% كانت ما بين الخامسة والأربعون حتى الرابعة والستون، ونسبة 10.8% كانت ضمن فئة الخامسة والستون عاماً فما فوق. وتوزع التركيب الجنسي للسكان بنسبة 49.3% ذكور و50.7% إناث.